# Antiblemma porphyrota
Antiblemma porphyrota là một loài bướm đêm trong họ Erebidae.